# Semiothisa fasciosaria
Semiothisa fasciosaria är en fjärilsart som beskrevs av Jacob Hübner 1823. Semiothisa fasciosaria ingår i släktet Semiothisa och familjen mätare. Inga underarter finns listade i Catalogue of Life.